# Dean Winstanley
Dean Winstanley (Swinton, 10 februari 1981) is een Engels dartsspeler. Hij stapte in 2012 over van de BDO naar de PDC.
Winstanley won de German Open, England Open en de Belgium Open in 2010. Als gevolg van zijn optredens op het BDO-circuit, kwalificeerde hij zich voor de Winmau World Masters 2010 en was hij als vierde geplaatst. Hij versloeg Stewart Rattray in de laatste 16, alvorens te verliezen van Martin McCloskey in de kwartfinales.
Winstanley kwam ook in aanmerking voor de BDO World Darts Championship 2011 en was als derde geplaatst. In de eerste ronde overleefde hij twee match darts tegen Martin Atkins, maar won met 3-2. Hij versloeg Robbie Green met 4-1 in de tweede ronde, Stephen Bunting met 5-1 in de kwartfinale en Jan Dekker met 6-2 in de halve finale. Hij is een van de weinige spelers die de finale halen, bij hun eerste poging op Lakeside. Hij werd verslagen met 7-5 door Martin Adams in de finale, nadat hij met 4-3 en 5-4 voor stond. Later dat jaar bereikte Winstanley de finale van de Winmau World Masters, waarin hij verloor met 7-2 in sets van Scott Waites.
Door het bereiken van de finale van het wereldkampioenschap, kwalificeerde Winstanley zich voor de Grand Slam of Darts 2011. Hij won zijn groep met overwinningen op Ted Hankey, Ian White en Raymond van Barneveld. In de tweede ronde verloor Winstanely met 10-9 van Mark Walsh. Hij miste drie wedstrijddarts op 9-8 voor en nog eens twee in de beslissende leg.
In de finale van de Dutch Open 2011 verloor hij in de finale van Martin Adams.
Bij de PDC World Darts Championship 2013 strandde hij in de 2e ronde tegen Vincent van der Voort, maar gooide hij in die wedstrijd wel de vierde 9-dartfinish ooit op het PDC World Darts Championship.
Winstanley is een vader van vijf kinderen. Hij is getrouwd met Lorraine Winstanley, die zelf twee kinderen heeft.

## Gespeelde WK-finales
- 2011: Martin Adams - Dean Winstanley 7 - 5 ('best of 13 sets')

## Gespeelde grandslamfinales
BDO 
| Resultaat | Nr. | Jaar | Kampioenschap                | Tegenstander | Score | Variant |
| Runner-up | 1.  | 2011 | BDO World Darts Championship | Martin Adams | 5 – 7 | Sets    |
| Runner-up | 2.  | 2011 | Winmau World Masters         | Scott Waites | 2 – 7 | Sets    |

## Resultaten op Wereldkampioenschappen

### BDO
- 2011: Runner-up (verloren van Martin Adams met 5-7)
- 2012: Laatste 16 (verloren van Alan Norris met 3-4)

### PDC
- 2013: Laatste 32 (verloren van Vincent van der Voort met 2-4)
- 2014: Laatste 64 (verloren van Richie Burnett met 1-3)
- 2015: Laatste 16 (verloren van Vincent van der Voort met 2-4)
- 2016: Laatste 64 (verloren van Ronny Huybrechts met 2-3)

## Resultaten op de World Matchplay
- 2012: Laatste 16 (verloren van Ronnie Baxter met 8-13)
- 2014: Laatste 32 (verloren van Dave Chisnall met 4-10)